# Kadirli
Kadirli ist eine Kreisstadt und Hauptort des gleichnamigen Landkreises in der türkischen Provinz Osmaniye.

## Stadt
In der römischen Antike und in byzantinischer Zeit hieß der Ort Flavius oder Flaviopolis, später war er als Kars-ı Zulkadriye oder kürzer Kars bekannt. Dieser Name taucht zum ersten Mal im 13. Jahrhundert auf. Eine andere Bezeichnung war Pazarköy oder Kars Pazarı. Seit 1928 ist der heutige Name amtlich. Rund drei Viertel der Bevölkerung des Landkreises lebt in der Kreisstadt. Der Ort wurde 1872 zur Stadt (Belediye) erhoben, erkenntlich ist dies auch im Stadtwappen/Stadtlogo.

## Landkreis
Der Kreis (bzw. Kaza als Vorgänger) besteht seit dem Jahr 1865. Ende 2020 ist er der größte Landkreis der Provinz Osmaniye (Anteil 30,8 %) und liegt im Westen der Provinz in der Çukurovaregion. Er grenzt an die Kreise Sumbas im Nordwesten, den zentralen Landkreis (Merkez İlçe)  im Süden sowie den Kreis Düziçi im Osten. Externe Nachbarn sind die Provinzen Adana im Westen und Kahramanmaraş im Nordosten.
Zum Landkreis gehören außer der Kreisstadt noch 60 Dörfer (Köy, Mehrzahl Köyler), in denen durchschnittlich 495 Menschen leben. 25 Dörfer haben mehr Einwohner als das Durchschnittsdorf, das kleinste Dorf zählt 110 Einwohner. Die größten Dörfer sind: İlbistanlı (1.380), Karakütük (1.236), Aydınlar (1.209), Yoğunoluk (1.080) und Kızyusuflu (1.033 Einw.).

## Bevölkerung

### Volkszählungsergebnisse
Nachfolgende Tabelle gibt die bei den 13 Volkszählungen dokumentierten Einwohnerstände des Kreises Kadirli – unterteilt in städtisch (nur die Kreisstadt) und ländlich – wieder.
Die sechs oberen Wertezeilen sind den E-Books der Originaldokumente entnommen, die darunter liegenden Werte entstammen der Datenabfrage des Türkischen Statistikinstituts TÜIK – abrufbar über deren Webseite.

| Jahr                           | Gesamt  | Kreisstadt | anteilig (%) | ländlich |
| ------------------------------ | ------- | ---------- | ------------ | -------- |
| Kaza im Vilâyet Seyhan (Adana) |         |            |              |          |
| 1935                           | 027.941 | 02.554     | 09,14        | 25.387   |
| 1940                           | 026.013 | 02.368     | 09,10        | 23.645   |
| 1945                           | 031.670 | 03.345     | 10,56        | 28.325   |
| 1950                           | 043.144 | 04.751     | 11,01        | 38.393   |
| 1955                           | 053.342 | 07.122     | 13,35        | 46.220   |
| 1960                           | 064.259 | 10.964     | 17,06        | 53.295   |
| İlçe in der Provinz Adana      |         |            |              |          |
| 1965                           | 074.979 | 15.926     | 21,24        | 59.053   |
| 1970                           | 085.139 | 28.109     | 33,02        | 57.030   |
| 1975                           | 093.033 | 34.779     | 37,38        | 58.254   |
| 1980                           | 099.517 | 40.643     | 40,84        | 58.874   |
| 1985                           | 106.938 | 47.609     | 44,52        | 59.329   |
| 1990                           | 114.091 | 55.061     | 48,26        | 59.030   |
| İlçe in der Provinz Osmaniye   |         |            |              |          |
| 2000                           | 102.417 | 65.227     | 63,69        | 37.190   |

### Ergebnisse der Bevölkerungsfortschreibung
Nachfolgende Tabelle zeigt den vergleichenden Bevölkerungsstand am Jahresende für die Provinz Osmaniye, den Landkreis und die Stadt Kadirli sowie deren jeweiligen Anteil an der übergeordneten Verwaltungsebene. Die Zahlen basieren auf dem 2007 eingeführten adressbasierten Einwohnerregister (ADNKS). Die letzten beiden Wertzeilen entstammen Volkszählungsergebnissen.
| 0Jahr0 | Provinz | Landkreis | Landkreis | Stadt | Stadt  |
| 0Jahr0 | abs.    | %         | abs.      | %     | abs.   |
| ------ | ------- | --------- | --------- | ----- | ------ |
| 2020   | 548.556 | 23,23     | 127.416   | 76,70 | 97.729 |
| 2019   | 538.759 | 23,22     | 125.083   | 75,84 | 94.868 |
| 2018   | 534.415 | 23,21     | 124.053   | 74,90 | 92.915 |
| 2017   | 527.724 | 23,33     | 123.144   | 75,32 | 92.750 |
| 2016   | 522.175 | 23,38     | 122.078   | 74,51 | 90.959 |
| 2015   | 512.873 | 23,37     | 119.857   | 73,86 | 88.527 |
| 2014   | 506.807 | 23,49     | 119.047   | 72,71 | 86.560 |
| 2013   | 498.981 | 23,67     | 118.119   | 71,44 | 84.381 |
| 2012   | 492.135 | 23,80     | 117.124   | 71,39 | 83.618 |
| 2011   | 485.357 | 24,03     | 116.644   | 70,39 | 82.110 |
| 2010   | 479.221 | 24,18     | 115.880   | 69,86 | 80.948 |
| 2009   | 471.804 | 24,26     | 114.476   | 68,98 | 78.964 |
| 2008   | 464.704 | 24,37     | 113.236   | 67,98 | 76.976 |
| 2007   | 452.880 | 24,61     | 111.455   | 69,43 | 77.379 |
| 2000   | 458.782 | 22,32     | 102.417   | 63,69 | 65.227 |
| 1997   | 438.372 | 22,28     | 097.666   | 65,97 | 64.427 |

## Sehenswürdigkeiten
Die Alacami am östlichen Stadtrand auf einem Hügel ist eine im 15. Jahrhundert zu einer Moschee umgebaute frühbyzantinische Kirche und das älteste Gebäude der Stadt. Von der Ende des 5. oder Anfang des 6. Jahrhunderts erbauten Basilika blieben die Apsis und die Außenwände erhalten.
Im Landkreis Kadirli liegt die späthethitische Fundstätte Karatepe-Arslantaş.

## Persönlichkeiten
- Kürşat Atılgan (* 1956), Politiker
- Volkan Bekiroğlu (* 1977), Fußballspieler
- Nagihan Karadere (* 1984), Leichtathletin
- Atakan Ekiz (* 1996), Fußballspieler